# Christian Werner (Rennfahrer)

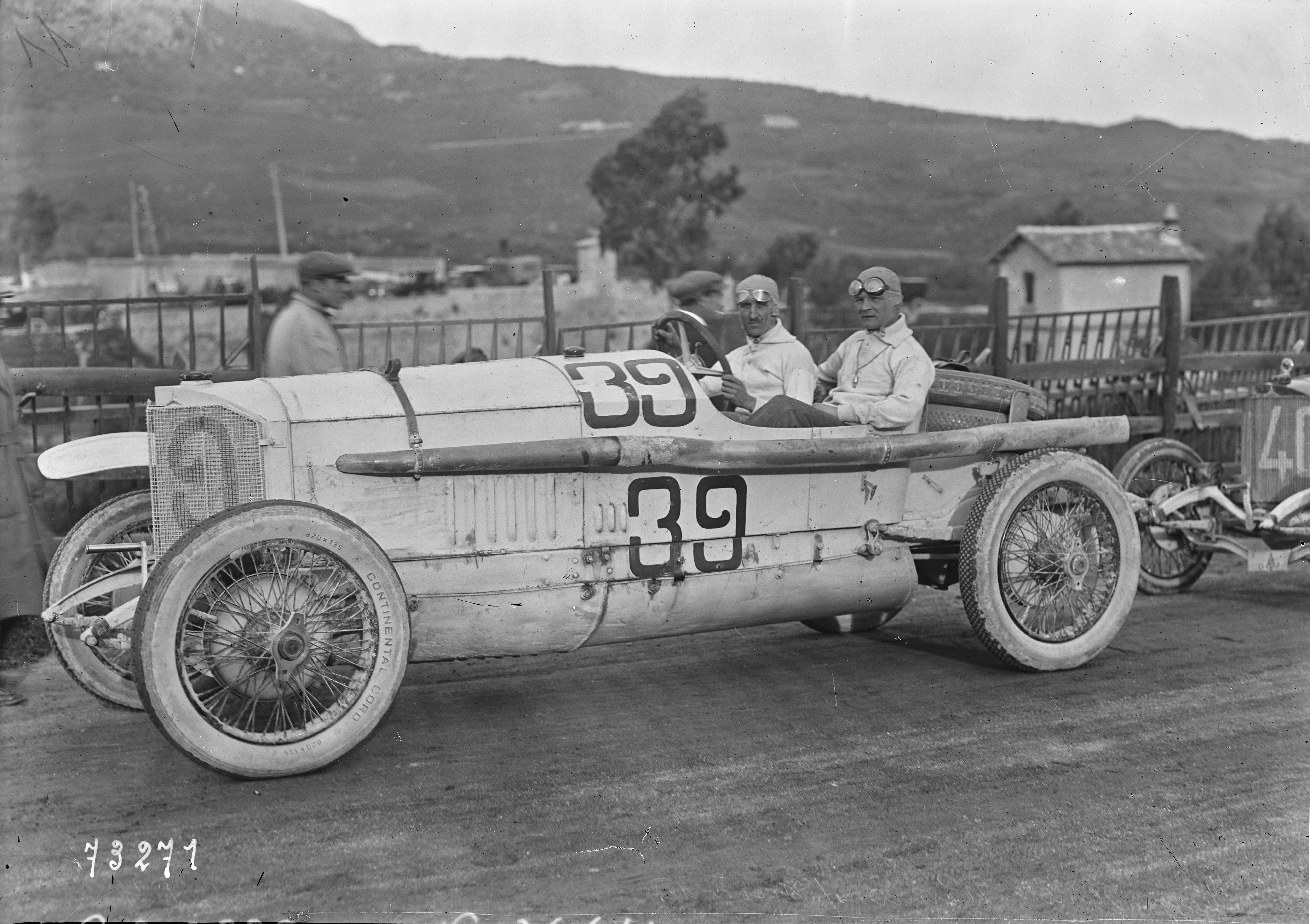
Christian Werner bei der Targa Florio 1922.

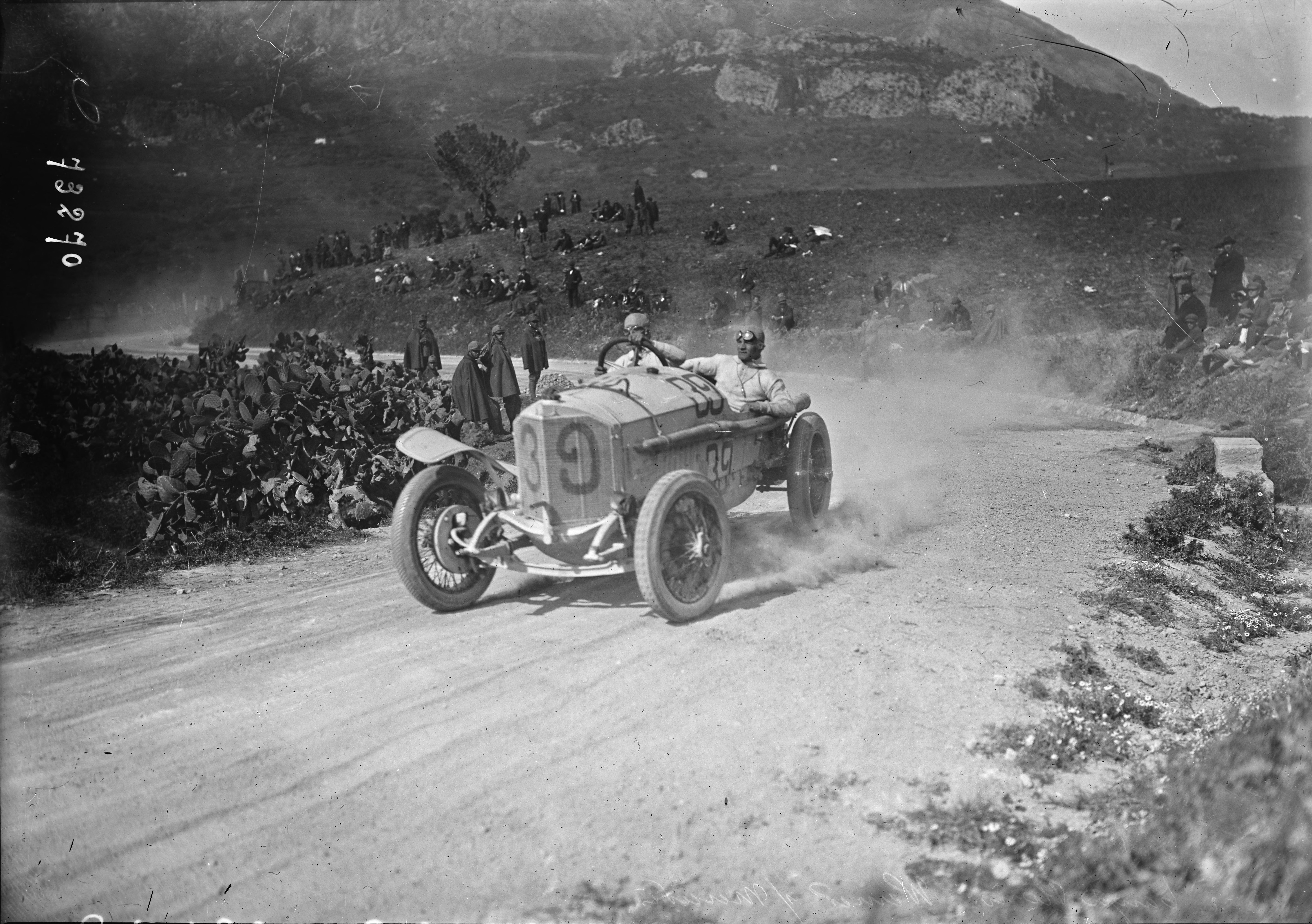
Christian Werner auf der Strecke bei der Targa Florio 1922.

Christian Werner (* 19. Mai 1892 in Stuttgart; † 17. Juni 1932 in Stuttgart-Cannstatt) war ein deutscher Automobilrennfahrer.

## Karriere
Werner gewann am 27. April 1924 mit einem Mercedes 2-l-Targa-Florio-Rennwagen sowohl die Targa Florio als auch die Coppa Florio, die damals als die schwierigsten europäischen Straßenrennen galten.
Nach einer Ausbildung als Mechaniker begann Werner 1911 seine berufliche Laufbahn bei der Daimler-Motoren-Gesellschaft. Nach der Meisterprüfung war er als Versuchsfahrer vor allem für die Abstimmung von Rennwagen verantwortlich. Sein erstes Rennen war 1922 die Targa Florio auf Sizilien, die er auf Platz zwei in der 4,5-Liter-Klasse beendete. Mit dem Sieg der Rumänischen Tourenrundfahrt gewann er im selben Jahr seinen ersten bedeutenden Titel.
1923 erreichte Werner bei den Indy 500 in Indianapolis den elften Platz im Gesamtklassement. Seine DMG-Teamkollegen Max Sailer und Christian Friedrich Lautenschlager wurden Achter bzw. 23.
1924 fuhr Werner bei seinem wohl größten Erfolg die ersten vier Runden auf dem Medio circuito delle Madonie zu je 108 km in 6:32:37 Stunden und gewann damit die Targa Florio. Um die Coppa Florio, die gemeinsam mit der Targa durchgeführt wurde, zu gewinnen, musste er noch eine weitere Runde absolvieren. Er kam schließlich mit einer Endzeit von 8:17:01 Stunden ins Ziel. Auch fuhr er mit 1:35 Stunden die schnellste Rennrunde.
1928 gewann Christian Werner zusammen mit Rudolf Caracciola auf dem Nürburgring den Großen Preis von Deutschland. Caracciola hatte einen Hitzschlag erlitten, woraufhin Werner ihn trotz einer Verletzung am Arm ablöste und nach 4:54:24,0 Stunden bzw. mit einem Durchschnitt von 103,80 km/h das Rennen über 508,752 km als Sieger beendete.
Mercedes-Benz zog sich wegen der Weltwirtschaftskrise immer mehr aus dem Motorsport zurück und Werner erhielt großzügige Angebote aus dem Ausland. Er blieb dennoch bei Mercedes. 1930 fuhr er beim 24-Stunden-Rennen von Le Mans mit einem Mercedes-Benz SS sein letztes Rennen, in dem er zusammen mit Caracciola vorübergehend führte, aber vorzeitig aufgeben musste.
Werner starb am 17. Juni 1932, vier Wochen nach seinem 40. Geburtstag, in Cannstatt an einer Herzlähmung.

## Statistik

### Le-Mans-Ergebnisse
| Jahr | Team              | Fahrzeug          | Teamkollege       | Platzierung | Ausfallgrund |
| ---- | ----------------- | ----------------- | ----------------- | ----------- | ------------ |
| 1930 | Rudolf Caracciola | Mercedes-Benz SSK | Rudolf Caracciola | Ausfall     | Batterie     |